# Pârâul lui Orban
Pârâul lui Orban este un curs de apă, afluent al râului Pădureni. 